# Dansk Center for Organdonation
Dansk Center for Organdonation (DCO) er et nationalt videnscenter. Centrets primære opgave er at koordinere indsatsen for organdonation i Danmark med det formål at optimere hospitalsvæsenets udnyttelse af donationspotentialet. Derudover står centret for Oplysning om Organdonation - et befolkningsrettet initiativ med formål at få flere til at tage stilling til organdonation. Centret er ikke tilknyttet Donorregisteret, som hører under Sundhedsministeriet.
DCO's arbejde finansieres direkte over finansloven, og Centret har udelukkende til opgave at arbejde med donation af organer fra hjernedøde.

## Indsatsområder
DCO undersøger løbende hvilke barrierer, der er for organdonation på hospitalerne, og målretter sin indsats for at mindske disse barrierer.
Centrets hovedfokus ligger på organisering, uddannelse og monitorering af donationsindsatsen.
Da det er nyt, at der er en samlende enhed på donationssiden, ligger megen viden decentralt og bliver ikke spredt til andre hospitaler. Derfor er det en vigtig opgave for Centret at udvikle en struktur, der fremmer vidensdeling ved både selv at opsamle og sprede viden og ved at skabe et miljø, hvor personalet fra forskellige afdelinger mødes og taler om deres arbejde. Et af de første resultater af denne indsats er, at intensivafdelingerne i landet har udarbejdet en lokal instruks for donationsforløb.
DCO besøger hvert år alle intensivafdelinger for at tale med nøglepersoner og ledelse om, hvordan det går med donationsindsatsen i afdelingen, for at høre, om afdelingen har ønsker til kurser eller anden støtte og for at fastholde fokus på organdonation.
DCO arrangerer kurser for læger og sygeplejersker og udvikler løbende undervisningsmaterialer til disse kurser og til brug på de enkelte afdelinger. 
I Centrets arbejde fokuseres både på den sundhedsfaglige kvalitet i behandlingen af donorerne og på kvaliteten i omsorgen for de pårørende, der har mistet, og som midt i sorgen måske skal tage stilling til donation. Ofte tilbringer de pårørende længere tid på hospitalet ved donationsforløb end ved andre dødsfald, og det er vigtigt for begge parter, at personalet er klædt bedst muligt på til at informere de pårørende og at tage sig af dem.

## Organisation
DCO består af et sekretariat og over 100 tilknyttede læger og sygeplejersker.
For at sikre at DCO's arbejde er klinisk forankret og dermed relevant for sundhedspersonalets hverdag, er alle medarbejdere udenfor sekretariatet en del af en klinisk hverdag i kraft af en allerede eksisterende ansættelse på en intensivafdeling.
Da organdonation finder sted på hospitalernes intensivafdelinger, er det også her, man finder størstedelen af DCO's medarbejdere. På alle intensivafdelinger er der mindst én læge og én sygeplejerske, der fungerer som donationsansvarlige nøglepersoner. De skal medvirke til at optimere donationsindsatsen ved at holde sig opdateret på området og medvirke til, at personalegruppen har fokus på at spotte potentielle donorer og få et donationsforløb gennemført korrekt. Til at give nøglepersonerne faglig støtte har DCO regionale donationsansvarlig læger og sygeplejersker, som er særligt erfarne indenfor donationsområdet, og som selv er nøgleperson på deres egen intensivafdeling.
For særligt at hjælpe de intensivafdelinger, der kun har få potentielle donorer, er der oprettet organdonationskorps, så afdelingerne kan indkalde læger og sygeplejersker med erfaring i organdonationsforløb til at hjælpe med de dele af forløbet, som afdelingen ønsker hjælp til. Det kan både være til pleje- og behandlingsopgaver men også til eksempelvis samtalerne med de pårørende.
Sekretariatet er placeret i Aarhus og består af fire ansatte. Sekretariatet koordinerer og udvikler Centrets arbejde og forestår blandt andet udarbejdelse af undervisningsmaterialer, afholdelse af kurser og konferencer, kontakt til pressen og iværksættelse af nye initiativer på området.
Alle DCO's tilbud er gratis for hospitalerne, og de enkelte afdelinger har dermed ikke ekstra omkostninger, når de sender personale på kurser eller får hjælp fra organdonationskorpset. 
Centrets arbejde kommenteres af en styregruppe, som består af repræsentanter fra Sundhedsstyrelsen, regionerne, hospitalerne, faglige selskaber og patientforeninger. 
Et vigtigt redskab i DCO's arbejde er Organdonationsdatabasen, der varetages af Sekretariatet.

## Organdonationsdatabasen
Organdonationsdatabasen er en national klinisk kvalitetsdatabase, som er forankret i Dansk Center for Organdonation. Alle landets intensivafdelinger registrerer alle dødsfald i databasen og angiver, om afdøde var en potentiel donor. For alle potentielle donorer skal desuden angives, om afdøde blev donor. Hvis afdøde ikke blev donor, skal årsagen til dette også registreres. Formålet med databasen er at finde de dele af donorforløbene, hvor der er mulighed for at forbedre processen.
Hvert år udsender Organdonationsdatabasen en årsrapport, hvori status og udvikling på området beskrives og kommenteres. Årsrapporten er et vigtigt redskab i DCO's valg af indsatsområder, ligesom de enkelte hospitaler både ved rapporten og ved det øgede fokus, som registreringen giver, kan forstærke deres egen indsats.

## Historie
Dansk Center for Organdonation blev oprettet, efter at et flertal i Folketinget under finanslovsforhandlingerne for 2007 blev enige om at oprette et nationalt center for organdonation for at styrke indsatsen på området. I slutningen af 2007 blev centret startet op, og 16. juni 2008 var der officiel indvielse med et åbningssymposium, hvor blandt andre sundhedsminister Jakob Axel Nielsen deltog.
1. april 2010 blev Organdonationsdatabasen oprettet. 
11. februar 2011 vedtog Folketinget en national målsætning for antallet af organdonationer. I modsætning til andre lande har man ikke en målsætning om et bestemt antal donorer, men derimod om en bestemt udnyttelsesgrad. Med udgangspunkt i Organdonationsdatabasen fastsatte Folketinget mål om, at de pårørende skal sige ja til organdonation i 80 % af de tilfælde, hvor afdøde ikke selv har taget stilling, og at højst 5 % af de potentielle donorer må blive overset på de intensive afdelinger.